# المقطوعة الحالمة رقم 37 (شوبان)

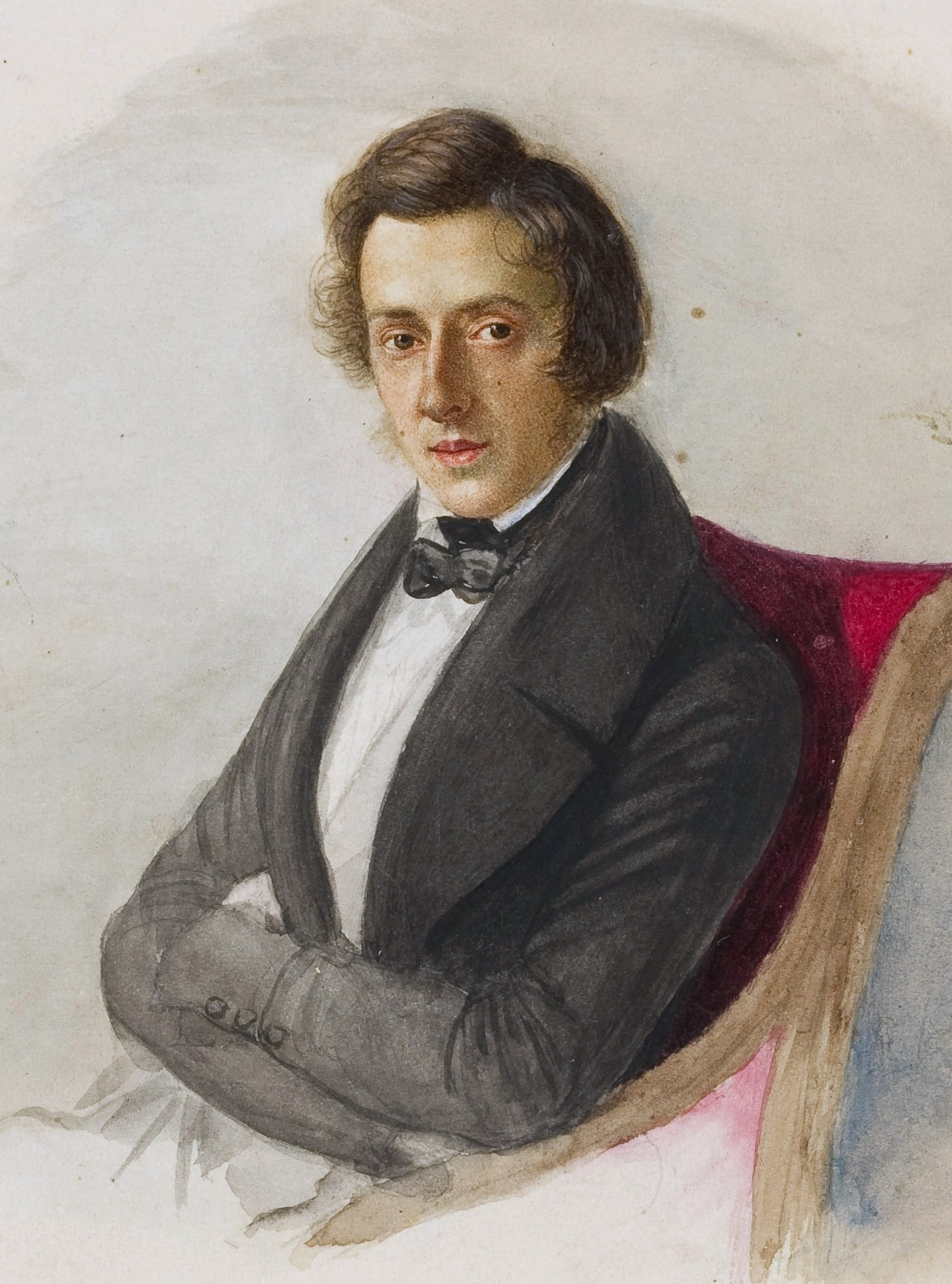
شوبان، 1835

تتكون المقطوعة الحالمة Op. 37 من مقطوعتين من تأليف فريدريك شوبان سنة 1840، ويُعتقد ان المقطوعة G major Op. 37 No. 2 لُحنت سنة 1839 في نفس وقت إقامته مع الكاتب جورج ساند في مايوركا. على غير العادة، لم يتم اهداء المقطوعتين الحالمتين لأي احد.
كانت تعتبر المقطوعة الحالمة Op. 37 واحدة من أفضل المقطوعات الحالمة، لكن شعبيتها انخفضت ببطء في القرن العشرين. إلا أن بلير جونسون يؤكد أن المقطوعة لا تزال «نموذج رائع، لكونها نوعاً ما خليط ما بين المقطوعة الحالمة الدرامية Op.27 ثم البسيطة من ناحية التركيب والأجواء Op.32». وعلق روبرت شومان بأنهما «من النوع النبيل والأكثر شاعرية ببريق أكثر شفافية. ويختلفان أيضاً عن المقطوعات التي سبقتها ببساطتها الزخرفية وهدوءها».
علق جوستاف بارث من جهة أخرى على أن مقطوعات شوبان الحالمة تستمر في «التطور» مقارنة مع مقطوعات جون فيلد الحالمة التي كان لها السبق، على الرغم من ان التحسينات تركز على «الجانب التفني في أغلب الوقت».

## المقطوعة الحالمة No. 1, in G minor
علق جيمس فريسكين على أن المقطوعة الحالمة No. 1, in G minor «واحدة من بين أبسط المقطوعات الحالمة» وشبيهة للمقطوعة الحالمة G minor, Op. 15, No. 3 لكونها «تتشابه وتمتلك نفس ممرات الوتر المصقولة، على الرغم من تركيزها على الزخرفية اللحنية بشكل أكبر». يتفق دوبال أيضا على أنها «ذات أهمية أقل». غير أن النقاد أشاروا في كثير من الأحيان إلى احتمال الإشارة إلى الروحانية في الجزء الأوسط. حيث قالت موريسي كاراسوفسكي «الوتر لديه جو شبه كنيسي». ويعتقد جونسون أيضاً على أن اللحن «جوقي» وأضاف «حيث شعر بعض كتاب السير الذاتية على أنها تمثل جانب شوبان الإيماني في ما يخص قوة الدين المواسية».

## المقطوعة الحالمة No. 2, in G major
تشتهر هذه المقطوعة بإعتبارها واحدة من أجمل الألحان التي ألفها شوبان. واتفق كل من كاراسوفسكي وهونيكر مع هذا التقييم؛ وادعى كاراسوفسكي أنه "لا يمكن للمرء أن يستمع أبدا لهذه المقطوعة الحالمة بدون الشعور بشيء من العاطفة العميقة والسعادة". وعلق هونيكر على أنها "رَسمتُ فرشاة شوبان الأكثر سماوية". يرى فريدريك نيكس أيضا أن القطعة تقدم "شعور جميل، فاتن، ناعم، بسيط، وممتع". وتشكل الفكرة العامة لبلير جونسون على انها " تجسد مبدأ الأبسط يقدم أكثر". وعلق جونسون أيضا على أن المقطوعة تعطي "شيئا من مناخ البحر الأبيض المتوسط "، في إشارة إلى إقامة شوبان في جزيرة مايوركا. وأشار نيكس على أنها "ساحرة ومثيرة"، مشيرا إلى الرأي الشعبي السابق الذي ينص على ان موسيقى شوبان يمكن أن تكون محفز للشهوة الجنسية." وبالمثل، قال لويس كنتنر إشارة لهذه المقطوعة الحالمة "انه لا ينبغي ان يتم الإستخفاف بها لأن في أيام مضت كانت الفتيات العاطفيات الصغيرات تقمن بالإنصات اليها لتهدئة الرغبات الجنسية الخاصة بهن".